# La Puente
La Puente – miasto w Stanach Zjednoczonych, w stanie Kalifornia, w hrabstwie Los Angeles. W 2010 zamieszkiwało je 39 816 osób. Miasto leży na wysokości 107 metrów n.p.m. i zajmuje powierzchnię 9,012 km².
Prawa miejskie uzyskało 1 sierpnia 1956.